# أستاذ دولي (شطرنج)

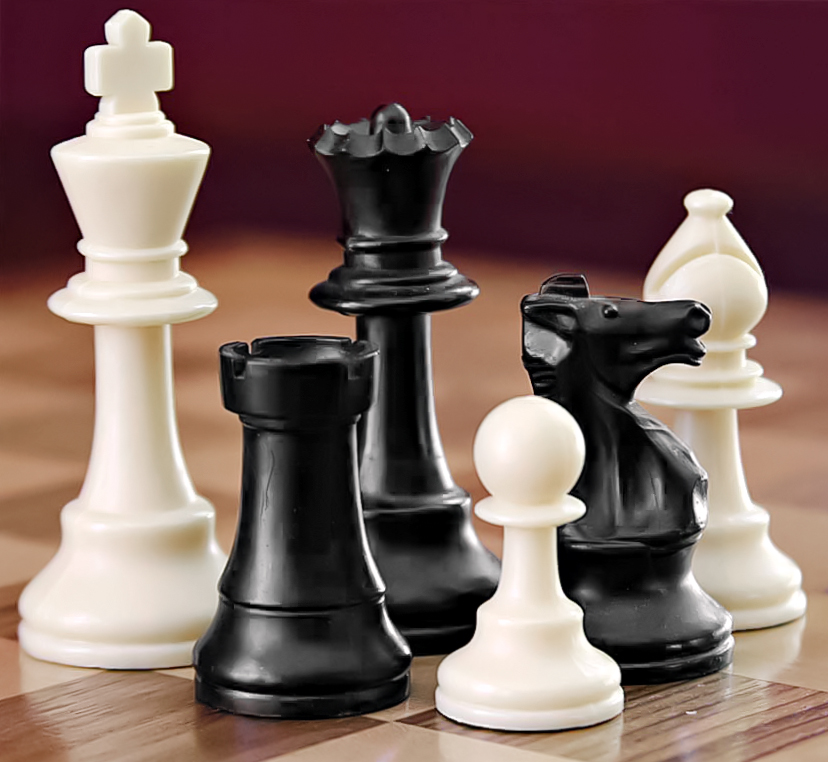

أستاذ دولي (بالإنجليزية: International Master)‏ هو لقب يمنحه الاتحاد الدولي للشطرنج للاعبي الشطرنج الذين حققوا إنجازات محددة، ويعد اللقب الثاني من حيث المستوى، بعد لقب "أستاذ دولي كبير"، وقبل لقبي «أستاذ اتحادي» و«أستاذ مرشح».
ومنذ عام 1950، يحتفظ الحاصل على اللقب به مدى الحياة، ويقرن اسمه في أدبيات الشطرنج بالاختصار (IM) للرجال، وبالاختصار (WIM) للنساء (Woman International Master).
يتراوح تصنيف الأستاذ الدولي بين 2400 وَ 2500، ومن المحتمل أن يتجاوز أستاذ دولي تصنيف 2500 دون أن يحصل على اللقب التالي، وهو الأستاذ الدولي الكبير.
عادة، ينظر اتحاد العبة في منح أحد اللاعبين هذا اللقب، بعد تسجيله ثلاثة إنجازات في منافسات دولية، مع وجود استثناءات خاصة.
بعد حصولهم على اللقب، ينخرط معظم اللاعبين المحترفين في السعي للحصول على اللقب التالي، وهو الأستاذ الدولي الكبير، وحدث أن حصل لاعبون على اللقب الأخير دون المرور بالأستاذ الدولي.
ويعد الهندي رامشبابو براغانانادا أصغر لاعب في التاريخ يحصل على لقب أستاذ دولي، بعد أن استحقه عام 2016 بعمر 10 سنوات و10 أشهر و19 يوم.
1. ↑  كتاب تعليمات الاتحاد الدولي للشطرنج. نسخة محفوظة 26 يوليو 2018 على موقع واي باك مشين.